# ГЕС Верампіо
ГЕС Верампіо (італ. Centrale idroelettrica di Verampio) — гідроелектростанція на півночі Італії. Розташовуючись після ГЕС Гогліо, становить нижній ступінь в каскаді на річці Деверо, яка дренує одну із ділянок південного схилу Лепонтинських Альп та впадає праворуч у Точе (через Тічино та По належить до басейну Адріатичного моря).
Вода, відпрацьована на ГЕС Гогліо (куди вона, своєю чергою, надходить із низки водосховищ у сточищах Деверо та Діверіа, іншої правої притоки Точе), подається через дериваційний тунель довжиною 7 км. Останній прокладено через гірський масив правобережжя Деверо та виводить до верхнього балансуючого резервуару Кравенья об'ємом 24 тис. м3. На завершальному етапі напірний водогін діаметром 1,6 метра транспортує воду до машинного залу, спорудженого на правобережжі Точе, при цьому створюється напір у 567 метрів.
Вперше електростанцію Врампіо запустили в 1914 році з чотирма турбінами загальною потужністю 20 МВт. В кінці 1940-х замість них встановили дві, проте здатні видавати близько 50 МВт, а у 2007—2009 роках замінили і останні. Тепер на станції експлуатується дві турбіни типу Пелтон потужністю по 27 МВт, які здатні виробляти 170 млн кВт·год електроенергії на рік.
Видача продукції відбувається по ЛЕП, що працює під напругою 220 кВ.